# الکساندر ماچنکو
الکساندر ماچنکو (انگلیسی: Oleksandr Mashchenko؛ زادهٔ ۱۵ نوامبر ۱۹۸۵) ورزشکار ورزش شنا اهل اوکراین است.
وی در مسابقات کشوری و بین‌المللی در مجموع برندهٔ ۹ مدال طلا، ۶ مدال نقره، ۲ مدال برنز شده‌است.